# Dorfkirche Suckow

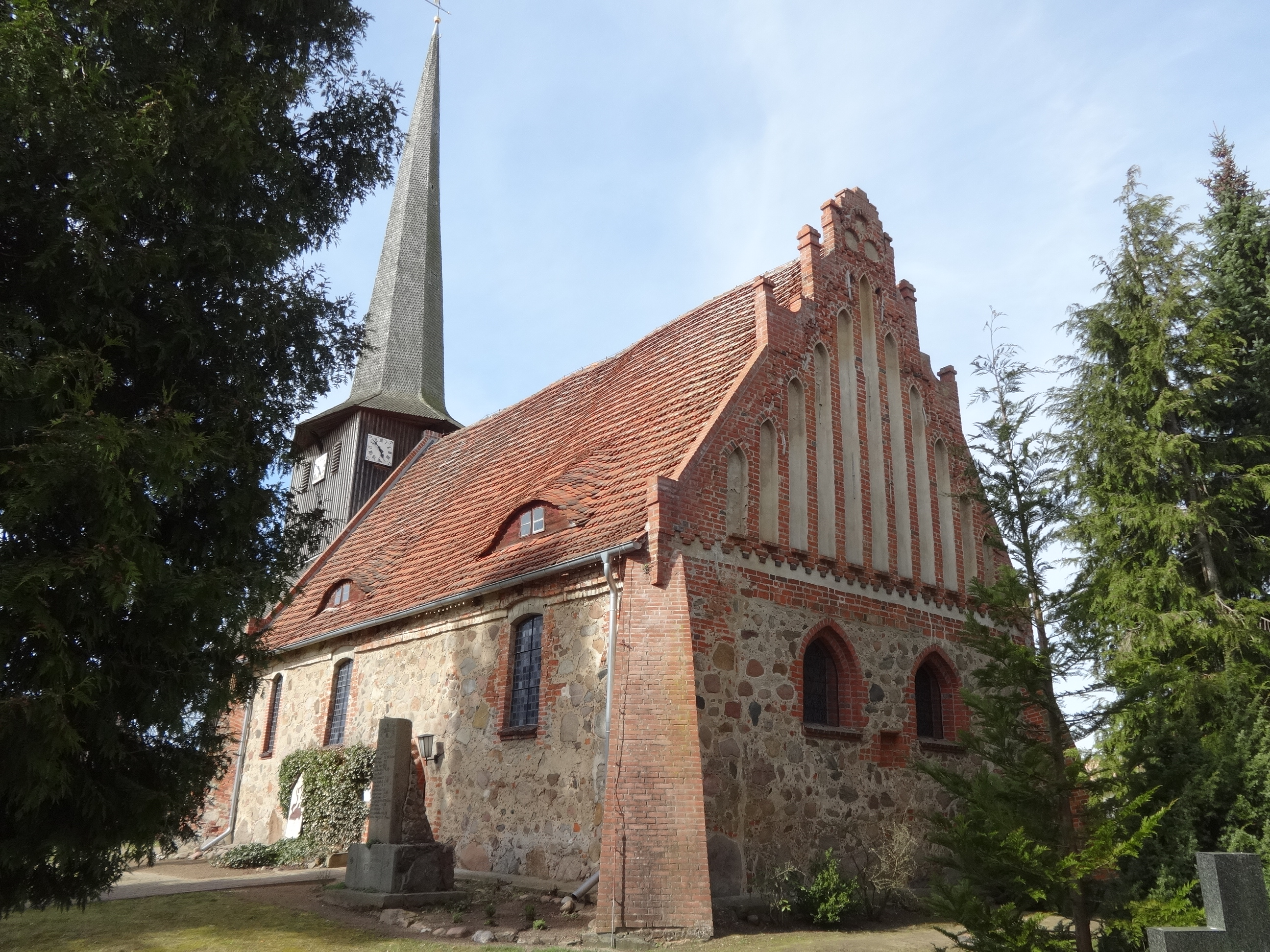
Dorfkirche Suckow

Die evangelische Dorfkirche Suckow ist eine Saalkirche in Suckow, einem Ortsteil der Gemeinde Ruhner Berge im Süden des Landkreises Ludwigslust-Parchim in Mecklenburg-Vorpommern. Sie gehört zur Propstei Parchim im Kirchenkreis Mecklenburg der Evangelisch-Lutherischen Kirche in Norddeutschland (Nordkirche).

## Lage
Die Kirche steht an der Bundesstraße 321, die von Süden kommend als Putlitzer Straße zur Anschlussstelle Suckow der Bundesautobahn 24 führt. In Höhe der Kirche zweigt die Bundesstraße in westlicher Richtung ab und verläuft in östlicher Richtung als Dorfstraße weiter. Nördlich dieser Kreuzung stehen das Bauwerk sowie der umgebende Kirchfriedhof auf einer Erhöhung, die von einer Mauer aus ungleichmäßig geschichteten und nur wenig behauenen Granitquadern eingefriedet wird. Der Zugang erfolgt an der Südseite über ein Portal aus rötlichem Mauerstein. Östlich verläuft die Schulstraße nach Norden; im Westen die Bahnhofstraße ebenfalls nach Norden.

## Geschichte
Über das Baudatum existieren unterschiedliche Angaben. Während das Dehio-Handbuch das Bauwerk in das zweite Viertel des 16. Jahrhunderts legt, geben andere Quellen das Jahr der urkundlichen Erwähnung von Suckow 1328 an, in dem auch von einer Kirche die Rede ist. Die Kirchengemeinde erwähnt in einer Informationstafel am Bauwerk ebenfalls eine erste Erwähnung einer gotischen Feldsteinkirche im Jahr 1328. Es ist also möglich, dass bereits im 14. Jahrhundert ein Sakralbau bestand, der zwei Jahrhunderte später erweitert oder neu aufgebaut wurde. Dendrochronologische Untersuchungen an einem 1588 datierten Balken ergaben, dass das Holz um 1587 geschlagen worden sein muss. Dies könnte bedeuten, dass in diesem Zeitraum der Kirchturm an das zuvor turmlose Bauwerk angebaut wurde. In den 1860er Jahren setzte die Kirchengemeinde das Gebäude instand. Dabei wurden auch Teile der Ausstattung ausgetauscht. Weitere Gegenstände wurden in den Jahren 1963 bis 1966 ausgewechselt. 1964 deckte sie den Turm mit Schiefer neu ein. 1997 erfolgte eine erneute Eindeckung mit Schindeln aus kanadischen Weißzedern.

## Baubeschreibung

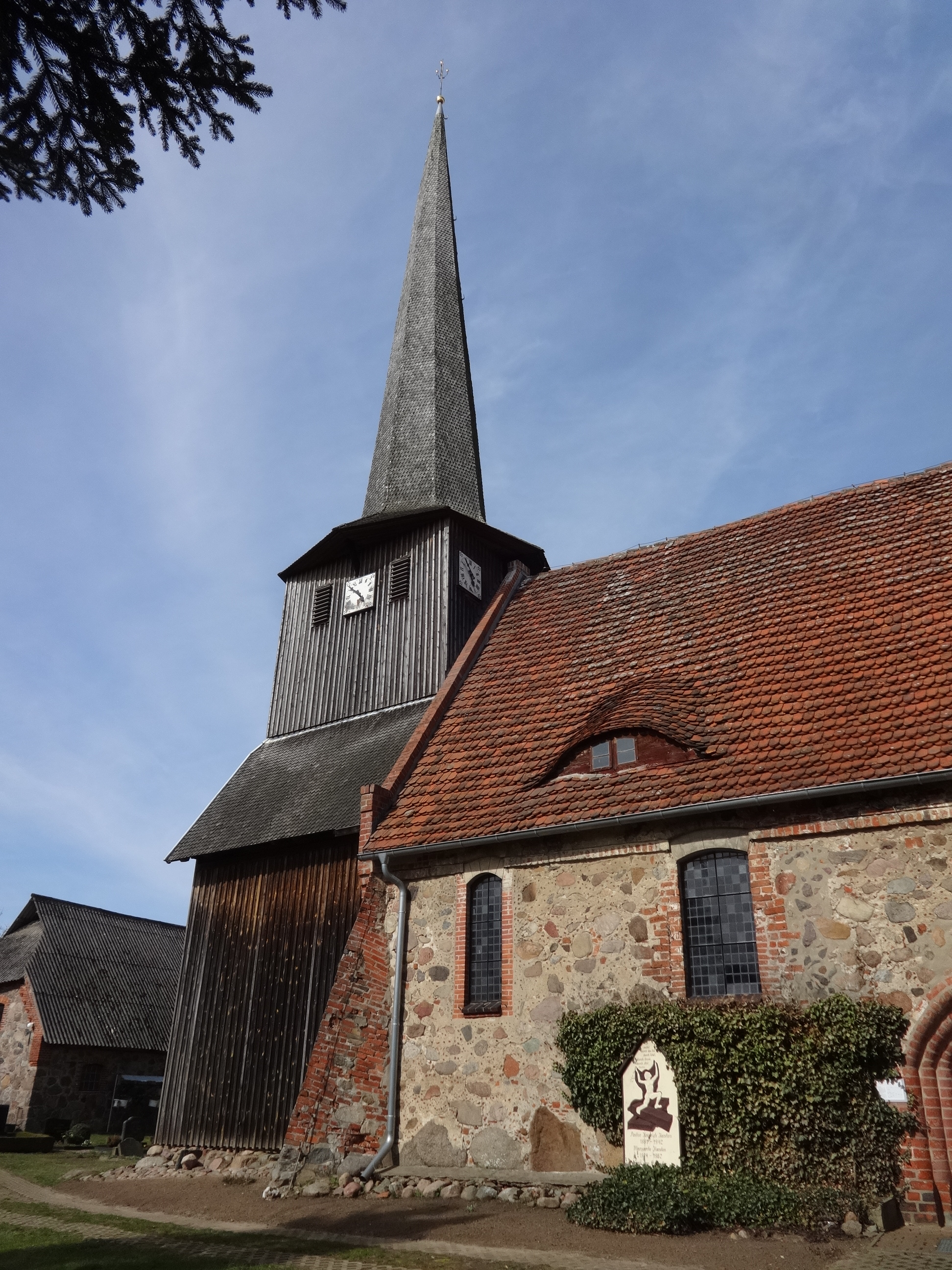
Verbretterter Westturm

Der Chor ist gerade und nicht eingezogen. Er wurde aus Feldsteinen errichtet, die nicht behauen oder lagig geschichtet wurden. An der Chorwand sind zwei große, spitzbogenförmige Fenster, deren zweistufige Laibungen mit rötlichem Mauerstein eingefasst sind. Die beiden Fenster gestaltete Christoph Grüger, sie zeigen Motive aus Ostern und Weihnachten. Unterhalb der beiden Fenster ist eine kleine Nische, die mit Mauerstein verschlossen ist. Der ebenfalls aus rötlichem Mauerstein errichtete Giebel ist mit einem reichhaltigen Sockelfries verziert und mit elf weiß verputzten Blenden stark gegliedert. Oberhalb sind mehrere kleinere Fialtürmchen. Die Ecken des Chors wurden vermutlich zu einem späteren Zeitpunkt mit trapezförmig angeordneten Mauersteinen verstärkt. Das Kirchenschiff wurde ebenfalls aus Feldsteinen errichtet, die weder behauen, noch lagig geschichtet wurden. An der südlichen Wand sind im westlichen Bereich zwei, in Richtung Chor ein weiteres, hochgesetztes und bienenkorbförmiges Fenster. Deren obere Ränder laufen bis in einen Fries am Übergang zur Dachtraufe hinein, was auf einen barocken Umbau zu einer späteren Zeit schließen lassen könnte. Mittig ist ein mächtiges, vierfach gestuftes Portal aus halbrunden Mauerziegeln. An der Nordwand sind zwei ähnlich gestaltete Fenster, dazwischen ein mit Blech verkleideter Strebepfeiler. Nach Westen hin schließt sich ein leicht eingezogener, quadratischer und mächtiger Westturm an. Er ist mit dunklem Holz verkleidet. Das erste Geschoss trägt ein Satteldach, dem ein einzogenes, ebenfalls quadratisches zweites Geschoss mit je zwei Klangarkaden und einer mittig angebrachten Turmuhr aufgesetzt ist. Dahinter befinden sich zwei gusseiserne Glocken aus dem Jahr 1969 und eine aus 1726. Es folgen ein langgestreckter Helm mit einer Turmkugel und Kreuz. Das Satteldach des Kirchenschiffs ist mit rotem Biberschwanz gedeckt und hat an beiden Seiten zwei Fledermausgauben.

## Ausstattung
Das neugotische Altarretabel stammt vom Maler Th. Fischer aus dem Jahr 1867 und zeigt die Kreuzigung Christi. Die weitere Ausstattung stammt aus den 1860er Jahren bzw. aus der Mitte des 20. Jahrhunderts. Das Bauwerk ist in seinem Innern flach gedeckt. Die Orgel baute Wolfgang Nußbücker aus Plau am See im Jahr 1979 unter Verwendung eines Orgelprospekts aus dem Jahr 1867.
Südöstlich vor dem Portal an der südlichen Wand des Kirchenschiffs steht ein Kriegerdenkmal für die Gefallenen aus dem Ersten Weltkrieg; südwestlich ist die Grabstätte des Pastors Karsten und seiner Familie. Im westlichen Bereich des Kirchfriedhofs erinnert ein Findling an die Gefallenen aus dem Zweiten Weltkrieg.
An der in der Nähe gelegenen Straßenkreuzung der Schulstraße/Dorfstraße erinnert ein aus rotem Mauerstein erbauter Gedenkstein an den Todesmarsch von Häftlingen aus dem KZ Sachsenhausen im April 1945.